# 위미르

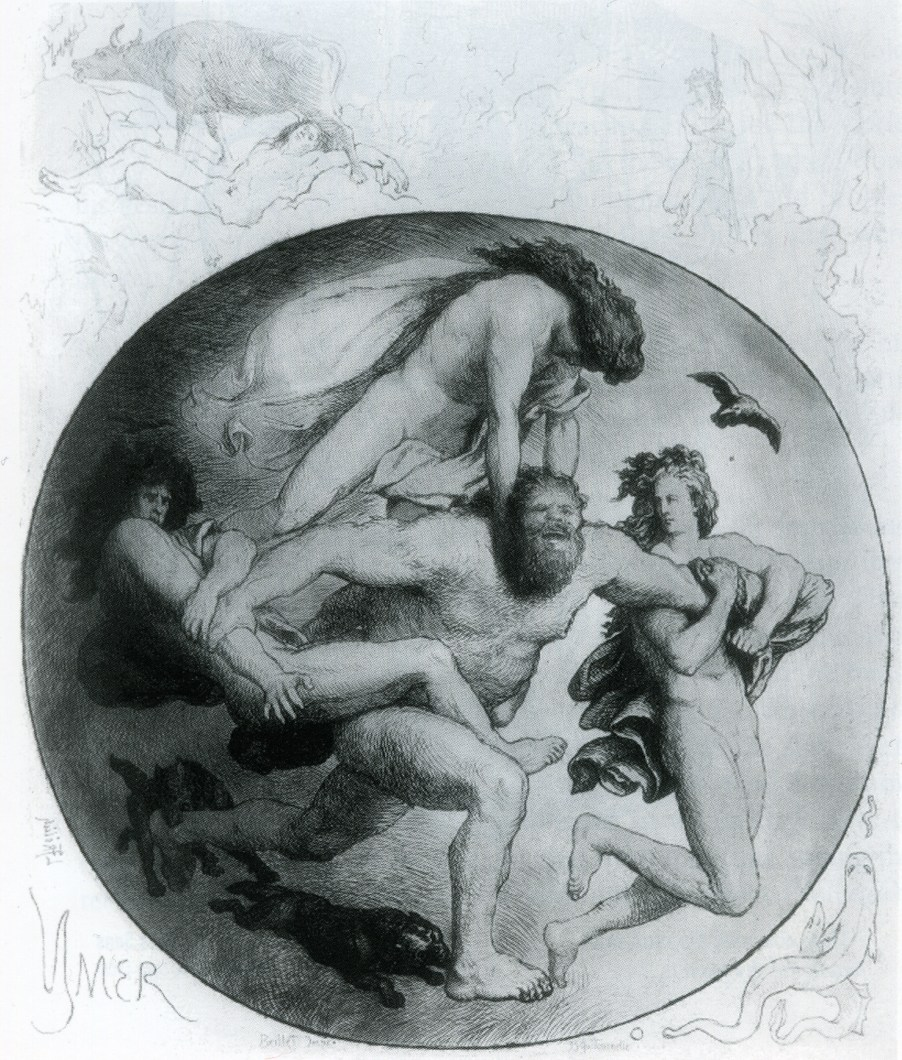
위미르를 찢어 죽이는 오딘 삼형제

위미르(고대 노르드어: Ymir), 아우겔미르(고대 노르드어: Aurgelmir), 브리미르(고대 노르드어: Brimir), 블라인(고대 노르드어: Bláinn)이라는 이름으로 불리는 존재는 노르드 신화의 태고의 존재로, 모든 요투나르(거인)들의 조상이다. 13세기 이전의 서사시 모음집인 《고 에다》, 13세기에 스노리 스투를루손이 쓴 《신 에다》, 그 외 다양한 스칼드 시가 등에 따르면, 위미르는 니플헤임에서 발원하는 얼어붙은 강줄기 엘리바가르에서 방울방울 떨어져내린 독액(에이트)이 풀 없는 공허인 긴눙가가프에 떨어져서 태어났다. 위미르의 양쪽 겨드랑이에서 남녀 요툰이 태어났으며, 다리에서는 머리가 여섯개인 족속이 태어났다. 에시르족의 오딘과 빌리와 베이가 위미르를 죽여 그의 살로 땅을, 피로 대양을, 뼈로 구릉을, 머리카락으로 나무를, 뇌로 구름을, 두개골로 하늘을 삼았다. 그리고 위미르의 눈썹으로 방벽을 둘러 그 방벽 안의 공간이 인간이 사는 중간계 미드가르드가 되었다.
《고 에다》의 기록과 《신 에다》의 기록은 조금씩 차이점이 있다. 《신 에다》에 따르면 위미르가 독액에서 만들어졌을 때 암소 아우둠블라도 함께 태어나 위미르는 아우둠블라의 젖을 먹고 살았다. 또한 오딘 3형제가 위미르를 죽였을 때 위미르의 피로 인해 막대한 홍수가 발생했다고 한다. 역사언어학과 비교신화학 연구에 따르면 학자들은 위미르를 타키투스의 《게르마니아》에 언급되는 게르만의 조상신 투이스토와 연관지어 생각하고 있으며, 인도유럽어족이 공유하는 신화의 태고존재로 취급하고 있다.

## 문헌상의 출전

### 고 에다
위미르가 언급되는 에다는 〈무녀의 예언〉, 〈바프스루드니르가 말하기를〉, 〈그림니르가 말하기를〉, 〈휜들라의 시〉가 있다.
〈무녀의 예언〉은 이름을 알 수 없는 볼바가 오딘에게 자신의 지식을 전해주는 내용인데, 여기서 위미르가 두 번 언급된다. 처음 언급되는 것은 제3절이다.

| 벤저민 소프의 번역 아주 오랜 옛날에, 위미르가 살았으니, 모래도 바다도 얼음장 같은 파도도 대지도 저 위의 하늘도 존재치 않았다. 혼돈의 골만이 입을 벌렸고 풀 한 포기 나지 않았다. | 헨리 애덤스 벨로우스의 번역 위미르가 살았던 오랜 옛날엔 바다도 차가운 파도도 모래도 없었다 대지도 존재하지 않았고 저 위의 하늘도 없었다 오직 하품하는 심연만이 존재했으며 풀 한 포기 나지 않았다. |

상기 번역들에서는 긴눙가가프를 각각 "혼돈의 골", "하품하는 심연"이라고 번역하고 있다. 좀더 뒷부분에서는 "브리미르" 또는 "블라인"이라는 이름의 존재가 언급되는데 이는 위미르를 가리킴이 확실하다.

| 그리고 모든 권능자들, 성스러운 신들이 각자의 자리를 잡고 회의를 여니, 누가 거인의 피인 바다와 흙빛 뼈에서 난쟁이 종족을 창조할 것인가. | 그리고 신들은 회의석에 모여 성스러운 존재들의 회의를 여니, 누가 브리미르의 피와 블라인의 다리에서 난쟁이 종족을 만들어낼 것인가. |

이 절에서 소프는 "피로 더럽혀진 습기"라는 뜻의 "브리미르"와 의미가 확실하지 않은 "블라인"을 일반명사로 해석했다. 브리미르와 블라인은 벨로우스의 번역에서 보이듯 위미르를 가리키는 이명으로 대개 판단된다.
〈바프스루드니르가 말하기를〉은 오딘이 변장하여 "가근라드"라고 자신을 자칭하고 지혜로운 요툰 바프스루드니르와 지혜 대결을 펼친다는 내용이다. 오딘과 바프스루드니르는 번갈아 가면서 질문과 대답을 주고받는다. 그 중 첫 번째 질문으로 오딘은 땅과 하늘이 어디서 유래한 것이냐고 묻는다. 이에 바프스루드니르는 창세의 과정을 다음과 같이 설명한다.

| 위미르의 살에서 대지가 만들어졌고, 그의 뼈에서 구릉이 만들어졌고, 그 얼음처럼 차가운 거인의 해골로 하늘이 만들어졌고, 그의 피로는 바다가 만들어졌다. | 위미르의 살은 대지를 이루었고, 산맥은 그의 뼈로 만들어진 것이며, 하늘은 서리 거인의 해골에서, 대양은 그의 혈액에서 나온 것이다. |

말싸움은 계속되고, 위미르에 관한 이야기가 몇 개 더 나온다. 오딘은 "위미르의 족속"들 중 가장 나이가 많은 고대의 요툰은 누구냐고 묻는다. 바프스루드니르는 옜날 옛적에 살았던 베르겔미르가 바로 그 요툰이며 그는 스루드겔미르의 아들이고 아우겔미르의 손자라고 대답한다. 그 다음 절에서 오딘은 아우겔미르는 어디서 왔냐고 묻는다. 바프스루드니르는 엘리바가르에서 독액(에이트)이 방울져 떨어졌고, 그 독액방울이 계속 커져서 한 명의 요툰이 되었으니 그가 모든 요투나르의 조상이라고 말한다. 마지막으로 오딘은 그 존재가 여성 요툰과 짝을 짓지 않고 어떻게 아이를 가졌냐고 묻는다. 바프스루드니르는 고대의 요툰의 겨드랑이에서 여자와 남자가 나왔으며, 그의 발에서는 머리가 여섯개인 요툰이 생겨났다고 말한다.
〈그림니르가 말하기를〉에서 변장한 오딘이 아그나르에게 노르드의 우주론을 설명해 준다. 그 중 한 절에서 오딘은 위미르를 언급하면서 그의 시체로 세상을 만들었던 것을 회상한다.

| 위미르의 살로 대지를 만들었고, 그 피로 바다를 만들었고, 그 뼈로 구릉을 만들었고, 그의 머리칼로 초목을 만들었고, 그의 해골로 하늘을 만들었다. 그리고 그의 눈썹을 가지고는 인간의 자손들을 위한 미드가르드를 만들었으니 그의 뇌로는 저 모든 구름들을 만들었다. | 위미르의 살로 대지를 만들었고, 대양은 그의 피로 만들었다. 그의 뼈로는 구릉을 만들었고, 그의 머리칼로 나무를 만들었고, 그의 해골로는 저 높이 하늘을 만들었다. 그의 눈썹으로 신들은 미드가르드를 만들어 인간의 자손들이 살게 하였다. 그리고 그의 뇌를 꺼내 불길한 구름을 만들었으니 구름은 저 높은 곳을 움직이게 만들어졌다. |

〈휜들라의 시〉의 일부분인 〈무녀의 짧은 예언〉에서 위미르에 대한 언급이 좀더 이루어진다. 여기서 모든 무녀들은 비돌프(Viðòlfr)의 후손이고, 모든 예언자들은 빌메이드(Vilmeiðr)의 후손이고, 모든 마법사들은 스바토프디(Svarthǫfði)의 후손이고, 모든 거인들은 위미르의 후손이라고 한다.

### 신 에다
위미르는 《신 에다》에서 〈길피의 속임수〉와 〈시어법〉에 언급된다. 위미르가 가장 먼저 언급되는 것은 〈길피의 속임수〉 제5장으로, 높으신 분과 그만큼 높으신 분과 세 번째 분이 강글레리(변장한 길피 왕)에게 세상 만물이 어떻게 생긴 것인지 설명한다. 그들에 따르면, 최초로 만들어진 세계는 남쪽의 불꽃과 극열의 세계 무스펠스헤임으로, 그곳 출신이 아닌 존재는 그곳에서 살 수 없다. 많은 세월이 지난 뒤 북쪽에 안개와 추위의 세계 니플헤임이 만들어졌으며, 니플헤임에는 흐베르겔미르라는 샘이 있어 거기서 강 열두 줄기가 발원했다.
강글레리는 세 명에게 인류가 있기 전 세상은 어땠냐고 묻는다. 높으신 분은 니플헤임에서 흘러나오는 얼어붙은 강줄기들, 소위 엘리바가르는 독액이 섞여 있었고 이 독액이 덩어리져 얼음을 이루었다고 말한다. 그리고 이 얼음이 흐름을 멈춘 곳에서 얼음 위로 독의 증기가 피어올라 강둑에 상고대로 얼어붙었다. 이 서리 덩어리는 점점 커져서 긴눙가가프를 가로질렀다.
그만큼 높으신 분이 말을 받아, 긴눙가가프의 북쪽에는 얼음과 서리가 단단히 굳어 있었는데 여기서 증기와 바람이 긴눙가가프 안쪽으로 흘러갔다고 말한다. 긴눙가가프의 남쪽에는 무스펠스헤임에서 날아온 불티와 녹은 덩어리들이 있었다. 세 번째 분이 말을 받아 “니플헤임에는 추위가 있고 모든 것이 음울하고, 무스펠은 뜨겁고 밝으나, 긴눙가가프는 바람 없는 하늘처럼 온화했다”면서, 서리와 뜨거운 공기가 만나 녹아 떨어졌고 그 액체의 양이 점점 늘어났다고 말한다. 액체는 남자의 모양으로 떨어졌고, 이렇게 해서 생긴 존재가 "위미르"이며, 위미르의 후손들인 요툰들은 그를 "아우겔미르"라고 부른다고 한다. 이 이름들을 설명하면서 세 번째 분은 〈무녀의 짧은 예언〉과 〈바프스루드니르가 말하기를〉을 인용한다.
강글레리는 어떻게 거인들이 위미르에게서 태어났는지, 그 외의 다른 존재들은 어떻게 생겨났는지, 그리고 위미르를 신이라고 봐야 하는지 등을 묻는다. 높으신 분은 위미르는 어느 모로 보나 신이라고 할 수 없으며, “그는 사악했고 그의 모든 후손들도 그러하다”고 말한다. 높으신 분은 위미르는 모든 거인(특히 서리 거인hrimthursar)들의 조상이며, 잠자던 위미르가 땀을 흘리면 왼쪽 겨드랑이와 오른쪽 겨드랑이에서 각각 남자와 여자 거인이 나왔고, 그의 왼쪽 다리와 오른쪽 다리는 무가치한 것들을 만들어냄으로써 위미르의 후손들이 태어났다고 말한다.
강글레리는 위미르가 어디에 살았고 무엇을 먹고 살았냐고 묻는다. 높으신 분은 독 물방울에서 위미르와 함께 아우둠블라라는 암소가 태어났다고 말한다. 아우둠블라의 젖통에서 우유가 네 줄기의 강을 이루며 흘렀고, 위미르는 그 우유를 먹었다. 강글레리는 그 암소는 무엇을 먹었냐고 묻는다. 높으신 분은 암소는 소금기 있는 얼음 덩어리를 핥았다고 답한다. 아우둠블라가 얼음 덩어리를 핥은 첫 날에는 얼음 속에서 남자의 머리카락이 보였고, 둘째 날에는 머리가 보였고, 셋째 날에는 전체 몸이 드러났다. 이 남자의 이름은 부리였다. 그 역시 거대하고 강력했으며, 외모는 아름다웠다고 말한다. 부리는 보르를 낳았고 보르는 볼소른의 딸인 여성 요툰 베스틀라와 결혼하여 오딘, 빌리, 베이라는 3형제를 낳았다. 높으신 분은 “오딘과 그의 형제들은 하늘과 땅의 지배자가 되어야만 했다. 그는 그렇게 되었어야 한다는 것이 우리의 의견이다. 오딘이란 우리가 아는 가장 위대하고 영광스러운 존재의 이름이며, 그대 역시 그를 그렇게 부르는 것에 대해 기꺼이 동의하리라 본다”고 말한다.
높으신 분은 오딘과 빌리와 베이가 위미르를 죽였으며, 위미르의 상처에서 흘러나온 피가 너무 많아서 베르겔미르와 그의 이름 모를 아내를 제외한 모든 요툰들이 익사했다고 말한다. 현재의 요툰들은 피의 홍수에서 생존한 베르겔미르 부부의 후손들이다.
강글레리는 높으신 분과 그만큼 높으신 분과 세번째 분이 오딘 3형제를 신으로 생각한다면, 그 셋이 한 일이 뭐가 있냐고 묻는다. 높으신 분은 오딘 3형제가 위미르의 시체를 긴눙가가프 한가운데로 가져가 위미르의 살로 대지를 삼고, 피로 바다와 호수를 만들고, 뼈로 바위를 만들고, 이빨로 자갈과 돌멩이를 만들었다고 말한다. 그만큼 높으신 분이 말을 받아 위미르의 상처에서 쏟아진 피가 대지를 둘러싸는 바다를 만들었다고 한다. 그리고 세 번째 분이 3형제가 위미르의 두개골을 땅 위로 들어올려 하늘을 삼았으며, 노르드리, 수드리, 아우스트리, 베스트리라는 드베르그 넷을 동서남북 네 방향에서 하늘을 받치고 있게 했다고 말한다. 3형제는 무스펠스헤임에서 날아온 불티와 녹은 조각들을 가져다가 몇 개는 하늘에 박고 몇 개는 하늘 아래에서 움직이게 하였으니 이것이 각각 별과 해와 달이다. 이 이야기를 하면서 〈무녀의 예언〉이 인용된다.
강글레리는 자신이 방금 들은 것이 놀랍다면서, 세계의 건설의 규모도 어마무지하고 그 기술도 뛰어나다고 말한다. 그리고 대지가 배열된 모양은 어떠하냐고 묻는다. 높으신 분은 대지는 둥글고 그 주위로 깊은 바다가 펼쳐져 있다고 답한다. 적대감에 가득찬 요투나르는 바닷가에 살았다. 신들은 대지의 안쪽을 요투나르들에게서 방어하기 위해 위미르의 눈썹을 가져다가 방벽을 쳤는데 이 방벽 안의 공간이 중간계 미드가르드이다. 그 뒤 신들은 위미르의 뇌를 꺼내다가 하늘에 집어던져 구름을 만들었다. 이 이야기를 하면서 〈무녀의 예언〉이 다시 인용된다.

## 같이 보기
- 히페리온 (신화)
- 잠시드
- 반고 (신화)
- 티아마트